# Jesús Infant (Poemari)
Jesús Infant (1890-1893) és una trilogia poètica de Jacint Verdaguer que es va publicar en l'última etapa de la seva vida. L’obra se centra en la infància de Jesús de Natzaret. Verdaguer va caure en una crisi religiosa després d’un viatge a Palestina i això deixa empremta en l'obra d'aquesta època. Es caracteritza per ser una obra introspectiva i altament religiosa dividida en tres parts, Natzaret (1890), Betlem (1891) i La fugida a Egipte (1893). Les tres parts es recullen en un sol volum.

## Tema
La trilogia buscava divulgar una devoció cristiana del poble a La Sagrada Família. Per aquest fi es fa ús de llegendes populars o procedents d'Evangelis apòcrifs.